# Andreas Nabholz
Andreas Nabholz (* 5. August 1912 in Moskau; † 23. Oktober 2005 in Säriswil in der Gemeinde Wohlen bei Bern, reformiert, heimatberechtigt  in Zürich) war ein Schweizer Veterinärmediziner.

## Leben
Andreas Nabholz wurde am 5. August als Sohn des Maschineningenieurs Hans Kaspar Nabholz und der Julia Helena geborene Frick in Moskau geboren. Nabholz, der seine ersten Lebensjahre im Ausland verbrachte, absolvierte von 1924 bis 1931 das Gymnasium in Zürich. In den Jahren 1932 bis 1936 belegte er ein Veterinärmedizinstudium in Zürich, das er mit dem Erwerb des akademischen Grades Dr. med. vet. abschloss. 
Darauffolgend war Nabholz von 1937 bis 1944 zunächst als Assistent, danach als Adjunkt des Kantonalen Veterinäramts Zürich, tätig. Im Anschluss fungierte er zwischen 1944 und 1960 als Zürcher Kantonstierarzt. Zudem war er von 1961 bis 1965 als Vizedirektor sowie von 1966 bis 1977 als Direktor des Eidgenössischen Veterinäramts (heutiges Bundesamt für Lebensmittelsicherheit und Veterinärwesen) eingesetzt.
Daneben hielt er Vorlesungen in Zürich sowie als ausserordentlicher Professor an der Universität Bern. In der Schweizer Armee diente Nabholz im Rang eines Majors.
Andreas Nabholz, der mit Ella Melanie geborene Blatter verheiratet war, verstarb am 23. Oktober 2005 im 94. Lebensjahr in Säriswil.

## Wirken
In seine Dienstzeit im Eidgenössischen Veterinäramt fielen die Einführung der obligatorischen Schutzimpfung des schweizerischen Rindviehbestands gegen Maul- und Klauenseuche, Massnahmen gegen die Tollwut sowie die Ausarbeitung eines Tierschutzgesetzes. Auf universitärer Ebene hielt er Vorlesungen zum Thema Seuchenlehre und Tierseuchenpolizei. Ausserdem war Andreas Nabholz Präsident der  Europäischen Kommission zur Bekämpfung der Maul- und Klauenseuche und Schweizer Delegierter beim Internationalen Tierseuchenamt.